# U 38 (U-Boot, 1938)
U 38 war ein deutsches U-Boot vom Typ IX A, das im Zweiten Weltkrieg von der Kriegsmarine eingesetzt wurde.

## Geschichte
Das Boot wurde am 15. April 1937 bei der AG Weser in Bremen auf Kiel gelegt und am 24. Oktober 1938 unter Kapitänleutnant Heinrich Liebe in Dienst gestellt.
Das Boot gehörte nach der Indienststellung bis zum 31. Dezember 1939 als Einsatz- bzw. Frontboot zur U-Flottille „Hundius“ in Kiel. Nach der Neugliederung der U-Flottillen gehörte U 38 ab dem 1. Januar 1940 als Frontboot zur 2. U-Flottille in Wilhelmshaven. Danach diente es vom 1. Dezember 1941 an als Ausbildungsboot bei der 24. U-Flottille in Memel, dann ab dem 1. April 1942 als Schulboot bei der 21. U-Flottille in Pillau. Ab 1. Dezember 1943 diente U 38 als Erprobungsboot bei der 4. U-Flottille in Stettin und ab 1. März 1945 bis zum 8. Mai 1945 als Erprobungsboot in der 5. U-Flottille in Kiel.
U 38 unternahm elf Feindfahrten, auf denen es 35 Schiffe mit einer Gesamttonnage von 188.967 BRT versenkte.

## Einsatzstatistik

### Erste Feindfahrt
Das Boot lief am 19. August 1939 um 0 Uhr von Wilhelmshaven aus und am 18. September 1939 um 14 Uhr wieder dort ein. Auf dieser 31 Tage dauernden Unternehmung im Nordatlantik westlich von Irland und auf der Höhe von Gibraltar wurden zwei Schiffe mit zusammen 16.698 BRT versenkt.
- 6. September 1939: Versenkung des britischen Dampfers Manaar (7.242 BRT) (Lage) durch drei G7-Torpedos. Er hatte Agrar- und Staatsgüter geladen und befand sich auf dem Weg von Liverpool nach Kalkutta und Rangoon. Die Manaar war der erste britische Dampfer, der auf ein deutsches U-Boot feuerte.[1] Kapitänleutnant Liebe hatte zunächst versucht, der Prisenordnung entsprechend vorzugehen und das Schiff mit einem Schuss vor den Bug zu stoppen. Als aber die Manaar, selbst mit einer Kanone bewaffnet, ihrerseits begann, gezielt auf sein Boot zu feuern, ließ Liebe tauchen und attackierte den Dampfer mit einem Torpedo. Es gab sieben Tote und 63 Überlebende
- 11. September 1939: Versenkung des britischen Tankers Inverliffey (9.456 BRT) (Lage) durch einen Torpedo. Er hatte 13.000 t Benzin geladen und befand sich auf dem Weg von Trinidad nach Coryton. Es gab keine Toten, 49 Überlebende.

### Zweite Feindfahrt
Das Boot lief am 14. November 1939 um 12:30 Uhr von Wilhelmshaven aus und am 16. Dezember 1939 um 15 Uhr wieder dort ein. Auf dieser 33 Tage dauernden Unternehmung im Nordmeer und vor der norwegischen Nordküste wurden drei Schiffe mit insgesamt 13.629 BRT versenkt.
- 7. Dezember 1939: Versenkung des britischen Dampfers Thomas Walton (4.460 BRT) (Lage) durch einen G7a-Torpedo. Er fuhr in Ballast und war auf dem Weg von Port Talbot nach Narvik. Es gab 13 Tote und 21 Überlebende.
- 11. Dezember 1939: Versenkung des griechischen Dampfers Garoufalia (4.708 BRT) (Lage) durch einen G7e-Torpedo. Er fuhr in Ballast und war auf dem Weg von Oslo nach Kirkenes. Es gab vier Tote.
- 13. Dezember 1939: Versenkung des britischen Dampfers Deptford (4.101 BRT) (Lage) durch einen Torpedo. Er hatte 6.000 t Eisenerz geladen und befand sich auf dem Weg von Narvik nach Middlesbrough. Es gab 33 Tote und vier Überlebende.

### Dritte Feindfahrt
Das Boot lief am 26. Februar 1940 um 10:15 Uhr von Wilhelmshaven aus und am 5. April 1940 wieder dort ein. Auf dieser 39 Tage dauernden und 5.730 sm über und 738 sm unter Wasser langen Unternehmung in der Nordsee, bei den Shetlandinseln und bei den Orkneys wurden fünf Schiffe mit einer Gesamttonnage von 14.309 BRT versenkt.
- 9. März 1940: Versenkung des britischen Fischdampfers Leukos (216 BRT) (Lage) durch Artilleriefeuer. Er hatte Fisch geladen und befand sich auf dem Weg nach Dongal. Es war ein Totalverlust mit elf Toten.
- 17. März 1940: Versenkung des dänischen Motorschiffs Argentina (5.375 BRT) (Lage) durch einen Torpedo. Es hatte eine unbekannte Ladung und war auf dem Weg Kopenhagen nach Südamerika. Es war ein Totalverlust mit 33 Toten.
- 21. März 1940: Versenkung des dänischen Motorschiffs Algier (1.654 BRT) (Lage) durch einen Torpedo. Er hatte Frachtgut geladen und befand sich auf dem Weg von New York nach Kopenhagen. Es gab fünf Tote.
- 21. März 1940: Versenkung des dänischen Motorschiff Christiansborg (3.270 BRT) (Lage) durch einen Torpedo. Er hatte 4.107 t Mais geladen und war auf dem Weg von Philadelphia nach Kopenhagen. Es gab einen Toten und 24 Überlebende.
- 26. März 1940: Versenkung des norwegischen Motorschiff Cometa (3.794 BRT) (Lage) durch zwei Torpedos. Es hatte 3.500 t Stückgut geladen und befand sich auf dem Weg von Oslo nach Buenos Aires. Es gab keine Toten.
- 2. April 1940: Versenkung des finnischen Dampfers Signe (1.540 BRT) durch einen Torpedo. Das Schiff hatte eine unbekannte Ladung und befand sich auf dem Weg von Bergen nach Bruntisland. Es war ein Totalverlust.

### Vierte Feindfahrt
Das Boot lief am 8. April 1940 um 11:30 Uhr von Wilhelmshaven aus und am 27. April 1940 um 11:50 Uhr wieder dort ein. Auf dieser 20 Tage dauernden und 2.777 sm über und 426 sm unter Wasser langen Unternehmung südlich der Lofoten wurden keine Schiffe versenkt. Diese Fahrt fand im Rahmen des Unternehmens Weserübung, der deutschen Invasion Norwegens, bzw. der Operation Hartmut statt. Der Einsatz war frustrierend, da viele der abgeschossenen Torpedos nicht richtig funktionierten (siehe: Torpedokrise). So blieben beispielsweise die Torpedoangriffe auf den britischen Kreuzer Effingham wirkungslos.

### Fünfte Feindfahrt
Das Boot lief am 6. Juni 1940 um 8:15 Uhr von Wilhelmshaven aus und am 2. Juli 1940 um 21 Uhr wieder dort ein. Auf dieser 27 Tage dauernden und zirka 6.500 sm langen Unternehmung im Nordatlantik und der Biskaya wurden sechs Schiffe mit insgesamt 30.353 BRT versenkt.
- 14. Juni 1940: Versenkung des griechischen Dampfers Mount Myrto (5.403 BRT) (Lage) durch einen Torpedo und Artilleriebeschuss. Er hatte Frachtgut und Holz geladen und befand sich auf dem Weg von Galveston nach London. Es gab vier Tote und 20 Überlebende.
- 15. Juni 1940: Versenkung des norwegischen Tankers Italia (9.973 BRT) (Lage) durch einen G7e-Torpedo. Er hatte 13.000 t Benzin geladen und befand sich auf dem Weg von Port Arthur nach Stanlow. Das Schiff gehörte zum Konvoi HX-47. Es gab 19 Tote und 16 Überlebende.
- 15. Juni 1940: Versenkung des dänischen Dampfers Erik Boye (2.238 BRT) (Lage) durch einen G7e-Torpedo. Er hatte 3.568 t Weizen geladen und war auf dem Weg von Québec nach Sharpness. Das Schiff gehörte zum Konvoi HX-47. Es gab keine Toten, 22 Überlebende.
- 20. Juni 1940: Versenkung des schwedischen Dampfers Tilia Gorthon (1.776 BRT) (Lage) durch einen G7a-Torpedo. Er hatte Kohle geladen und befand sich auf dem Weg Liverpool nach Nantes. Es gab zehn Tote und elf Überlebende.
- 21. Juni 1940: Versenkung des belgischen Dampfers Luxembourg (5.809 BRT) (Lage) durch einen G7e-Torpedo. Er hatte Waffen, Fleisch und Mais an Bord und befand sich auf dem Weg von Buenos Aires nach Antwerpen. Es gab keine Toten.
- 22. Juni 1940: Versenkung des griechischen Dampfers Neion (5.154 BRT) (Lage) durch einen G7a-Torpedo. Er hatte Stückgut und Naphtha geladen und befand sich auf dem Weg von New Orleans nach Falmouth. Es gab einen Toten.

### Sechste Feindfahrt
Das Boot lief am 1. August 1940 um 9:45 Uhr von Wilhelmshaven aus und am 3. September 1940 in Lorient ein. Auf dieser 33 Tage dauernden und 5.887 sm über und 344 sm unter Wasser langen Unternehmung im Nordatlantik, im Nordkanal und bei der Rockall-Bank wurden zwei Schiffe mit zusammen 12.439 BRT versenkt und ein Schiff mit 2.508 BRT beschädigt.
- 7. August 1940: Versenkung des ägyptischen Dampfers Mohamed Ali El-Kebir (7.527 BRT) (Lage) durch einen Torpedo. Er hatte Militärgüter, Post und 697 Mann Militär an Bord und befand sich auf dem Weg von Avonmouth nach Gibraltar. Das Schiff gehörte zum Konvoi HX-61. Zehn Besatzungsmitglieder und 50 Soldaten wurden getötet. 153 Mann der Besatzung und 647 Soldaten wurden gerettet.
- 11. August 1940: Versenkung des britischen Dampfers Llanfair (4.966 BRT) (Lage) durch einen G7e-Torpedo. Er hatte 7.800 t Zucker geladen und war auf dem Weg von Mackay über Freetown nach Avonmouth. Das Schiff gehörte zum Konvoi SL-41 mit 39 Schiffen.
- 31. August 1940: Beschädigung des belgischen Passagierdampfers Ville de Hasselt (2.508 BRT) (Lage) durch einen G7e-Torpedo. Das Schiff wurde noch am gleichen Tag um 16 Uhr von U 46 versenkt.

### Siebente Feindfahrt
Das Boot lief am 25. September 1940 um 11 Uhr von Lorient aus und am 24. Oktober 1940 um 11:45 Uhr wieder dort ein. Auf dieser 30 Tage dauernden und zirka 5.800 sm langen Unternehmung im Nordatlantik, im Nordkanal und bei der Rockall-Bank wurden vier Schiffe mit zusammen 30.345 BRT versenkt und ein Schiff mit 3.670 BRT beschädigt.
- 1. Oktober 1940: Versenkung des britischen Motorschiffs Highland Patriot (14.172 BRT) (Lage) durch zwei G7e- und einen G7a-Torpedo. Es hatte 5.700 t Kühl- und Stückgut sowie 33 Passagiere an Bord und befand sich auf dem Weg von Buenos Aires nach Glasgow. Es gab drei Tote und 169 Überlebende.
- 17. Oktober 1940: Versenkung des griechischen Dampfers Aenos (3.554 BRT) (Lage). Er hatte 6.276 t Weizen geladen und befand sich auf dem Weg von Sorel (Kanada) nach Manchester. Das Schiff gehörte zum Konvoi SC-7. Es gab vier Tote und 25 Überlebende.
- 18. Oktober 1940: Beschädigung des britischen Dampfers Carsbreck (3.670 BRT) durch einen Torpedo. Er hatte Holz geladen und befand sich auf dem Weg von Halifax (Neuschottland) nach Grimsby. Das Schiff gehörte zum Konvoi SC-7. Es wurde am 24. Oktober 1941 von U 564 versenkt.
- 19. Oktober 1940: Versenkung des britischen Dampfers Matheran (7.653 BRT) (Lage) durch einen Torpedo. Er hatte 3.000 t Eisen, 1.200 t Zink, Weizen, Maschinen und Frachtgut geladen und befand sich auf dem Weg von New York über Halifax (Neuschottland) nach Liverpool. Das Schiff gehörte zum Konvoi HX-79 mit 49 Schiffen. Es gab neun Tote und 72 Überlebende.
- 19. Oktober 1940: Versenkung des britischen Dampfers Uganda (4.966 BRT) (Lage) durch einen G7a-Torpedo. Er hatte 1.006 t Stahl und 6.200 t Holz geladen und befand sich auf dem Weg von Montreal über Halifax (Neuschottland) nach Milford Haven. Das Schiff gehörte zum Konvoi HX-79. Es gab keine Toten, 40 Überlebende.

### Achte Feindfahrt
Das Boot lief am 18. Dezember 1940 um 17:30 Uhr von Lorient aus und am 22. Januar 1941 um 14 Uhr wieder dort ein. Auf dieser 35 Tage dauernden und zirka 6.900 sm langen Unternehmung im Nordatlantik und westlich des Nordkanals wurden zwei Schiffe mit insgesamt 16.760 BRT versenkt.
- 27. Dezember 1940: Versenkung des britischen Motorschiffes Waiotira (12.823 BRT) durch einen Torpedo. Das Schiff war bereits am 26. Dezember 1940 von U 95 zweimal torpediert und schwer beschädigt worden. Es hatte 7.000 t Gefrier- und Stückgut und elf Passagiere an Bord und befand sich auf dem Weg von Sydney (Australien) über den Panamakanal nach England. Es gab einen toten Passagier; 79 Besatzungsmitglieder und zehn Passagiere wurden gerettet.
- 31. Dezember 1940: Versenkung des schwedischen Dampfers Valparaiso (3.760 BRT) (Lage) durch einen G7a-Torpedo. Er hatte Frachtgut geladen und befand sich auf dem Weg von Montreal über Halifax (Neuschottland) nach Glasgow. Das Schiff gehörte zum Konvoi HX-97. Es war ein Totalverlust mit 35 Toten.

### Neunte Feindfahrt
Das Boot lief am 9. April 1941 um 17 Uhr von Lorient aus und am 24. Juni 1941 um 8:30 Uhr wieder dort ein. Auf dieser 76 Tage dauernden und zirka 14.950 sm langen Unternehmung im Mittelatlantik und vor Freetown (Sierra Leone) wurden acht Schiffe mit einer Gesamttonnage von 47.279 BRT versenkt.
- 4. Mai 1941: Versenkung des schwedischen Dampfers Japan (5.230 BRT) (Lage) durch Artilleriebeschuss und einen Torpedo. Er hatte Kohle und Stückgut geladen und befand sich auf dem Weg von Newport nach Freetown. Das Schiff gehörte zum Konvoi OB-310. Es gab keine Toten, 54 Überlebende.
- 5. Mai 1941: Versenkung des britischen Dampfers Queen Maud (4.976 BRT) (Lage) durch drei Torpedos. Er hatte 7.350 t Kohle und Flugzeugteile geladen und war auf dem Weg von Cardiff über Freetown nach Alexandria. Das Schiff gehörte zum Konvoi OB-209 mit 42 Schiffen. Es gab einen Toten und 43 Überlebende.
- 23. Mai 1941: Versenkung des niederländischen Motorschiffes Berhala (6.622 BRT) (Lage) durch zwei Torpedos. Es hatte 7.200 t Stückgut, Zinnplatten, Lokomotiven und Flugzeuge geladen und befand sich auf dem Weg von Hull nach Freetown. Das Schiff gehörte zum Konvoi OB-318. Es gab drei Tote und 59 Überlebende.
- 24. Mai 1941: Versenkung des britischen Dampfers Vulcain (4.362 BRT) (Lage) durch einen G7a-Torpedo. Er hatte 4.617 t Kohle geladen und befand sich auf dem Weg von Newport über Barry (Wales) nach Freetown. Das Schiff gehörte zum Konvoi OG-59 mit 43 Schiffen. Es gab sieben Tote und 39 Überlebende.
- 29. Mai 1941: Versenkung des britischen Dampfers Tabaristan (6.251 BRT) (Lage) durch zwei G7a-Torpedos. Er hatte 3.960 t Erdnüsse, 140 t Stückgut, 560 t Magnesiumerz und 2.200 t Eisen geladen und befand sich auf dem Weg von Basra über Kapstadt und Freetown nach England. Es gab 21 Tote und 39 Überlebende.
- 30. Mai 1941: Versenkung des britischen Dampfers Empire Protector (6.181 BRT) (Lage) durch zwei G7a-Torpedos. Er hatte 1.252 t Kupfer, 2.250 t Baumwolle und 4200 t Baumwollkerne geladen und befand sich auf dem Weg von Port Sudan über Kapstadt und Freetown nach London. Es gab fünf Tote und 33 Überlebende.
- 31. Mai 1941: Versenkung des norwegischen Dampfers Rinda (6.029 BRT) (Lage) durch zwei Torpedos. Er hatte 6.719 t Stückgut geladen und befand sich auf dem Weg von Haifa über die Tafelbucht und Freetown nach Großbritannien. Es gab 13 Tote und 18 Überlebende.
- Am 6. Juni sollte U 38 von dem Trossschiff Egerland mit Kraftstoff versorgt werden. Dies scheiterte jedoch, da die Egerland am 5. Juni von den britischen Schiffen London und Brilliant angegriffen und durch einen Torpedotreffer des Zerstörers Brilliant versenkt worden war.[2] U 38 verbrachte den gesamten 6. Juni mit der Suche nach Überlebenden, blieb aber erfolglos.
- 8. Juni 1941: Versenkung des britischen Dampfers Kingston Hill (7.628 BRT) (Lage) durch zwei Torpedos. Er hatte 8.300 t Kohle und 400 t Frachtgut geladen und befand sich auf dem Weg von Cardiff über Glasgow und Kapstadt nach Alexandria (Ägypten). Das Schiff gehörte zum Konvoi OB-288 mit 46 Schiffen. Es gab 14 Tote und 48 Überlebende.

### Zehnte Feindfahrt
Das Boot lief am 6. August 1941 um 17:15 Uhr von Lorient aus und am 14. September 1941 um 10:50 Uhr wieder dort ein. Auf dieser 39 Tage dauernden und zirka 5.600 sm langen Unternehmung südwestlich von Irland wurde ein Schiff mit 1.700 BRT versenkt.
- 18. August 1941: Versenkung des panamaischen Dampfers Longtaker (1.700 BRT) (Lage) durch zwei G7e-Torpedos. Er hatte Lebensmittel und Holz geladen und befand sich auf dem Weg nach Reykjavík. Es gab 24 Tote und drei Überlebende.

### Elfte Feindfahrt
Das Boot lief am 15. Oktober 1941 um 13:30 Uhr von Lorient aus und am 29. November 1941 in Stettin ein. U 38 lief zur Treibstoffergänzung am 21. November 1941 um 16:30 Uhr in Bergen ein und lief am 23. November 1941 um 9:35 Uhr wieder aus. Auf dieser 38 Tage dauernden und zirka 6.500 sm langen Unternehmung im Nordatlantik und südöstlich von Grönland wurden keine Schiffe versenkt oder beschädigt.

## Verbleib
U 38 wurde am 5. Mai 1945 westlich von Wesermünde auf der Position 53° 34′ N, 8° 32′ O gemäß dem lange bestehenden, allerdings von Großadmiral Dönitz am Abend des 4. Mai 1945 aufgehobenen Regenbogen-Befehls von seiner Besatzung selbstversenkt. 1948 wurde es gehoben und abgewrackt.
U 38 verlor während seiner Dienstzeit keine Besatzungsmitglieder.